# 莫扎特出生地
莫扎特出生地（德語：Mozarts Geburtshaus）是音樂家莫扎特的出生之地，位於奧地利城市薩爾斯堡粮食胡同9号。在1747年至1773年期間，莫扎特一家住在這座建築的三樓。莫扎特於1756年1月27日出生在這裡。現在這座建築由莫扎特基金會所有，是一座博物館。

## 外部連結
- 维基共享资源上的相關多媒體資源：莫扎特出生地

47°48′0″N 13°2′36″E / 47.80000°N 13.04333°E